# Gaëtan Roussel
Pour les articles homonymes, voir Roussel.
Gaëtan Roussel, né le 13 octobre 1972 à Rodez (Aveyron), est un auteur-compositeur-interprète et animateur de radio français. Outre ses activités en solo, il est le chanteur des groupes Louise Attaque et Tarmac, ainsi que du duo Lady Sir aux côtés de Rachida Brakni.

## Biographie

### Jeunesse et formation
Né à Rodez, Gaëtan Roussel passe son adolescence à Châtillon-sur-Loire. Il rencontre le bassiste Robin Feix au lycée en Forêt à Montargis dans le Loiret, puis le batteur Alexandre Margraff dans un internat de Montargis. Il poursuit ensuite des études d'architecture et d'urbanisme à Paris.

### Carrière
Gaëtan Roussel forme le groupe Louise Attaque dans la capitale française en 1994 avec Robin, Alex et Arnaud Samuel. Leur premier album éponyme paru en 1997 détient le record des ventes d'un album français sur le marché français. Un  deuxième album voit le jour en 2000, Comme on a dit. Après deux albums, le groupe fait une pause en 2001 et Gaëtan Roussel monte Tarmac avec Arnaud Samuel, tandis que Robin et Alex forment Ali Dragon. Louise Attaque se retrouve deux ans plus tard pour un troisième album, avant de mettre leur groupe en pause en 2007.
En 2008, Gaëtan participe à l'écriture des chansons et à la production de l'album Bleu pétrole d'Alain Bashung récompensé en 2009 aux victoires de la musique. Gaëtan Roussel écrit pour Rachid Taha et Vanessa Paradis et compose la musique de deux films de Benoît Delépine et Gustave Kervern : Louise-Michel et Mammuth. Il produit avec Robin Feix l'album Faudra faire avec le groupe Tétard.
En 2009, il entame une carrière solo et sort Ginger, son premier album. Il remporte la victoire de la musique de l'album rock de l'année en 2011, lors de l'émission diffusée le 9 février sur France 4, ainsi que celle de l'interprète masculin et du meilleur album de l’année 2011 pour Ginger lors de l’émission diffusée le 1er mars. Help Myself (Nous ne faisons que passer), le premier single, rencontre le succès. C'est sa rencontre avec Alain Bashung qui l'incite à se lancer dans une carrière solo. « Sans Bashung, je n’aurais jamais pensé à faire des disques solo, quitter la rive et voir ce qui se passait dans le continent d’en face ».

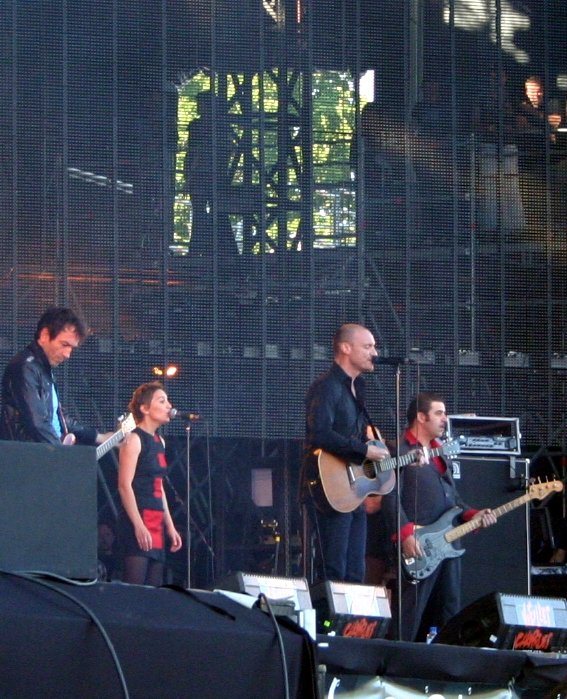
Gaëtan Roussel en concert au Festival des Vieilles Charrues en 2010.

En 2011, il participe à l'album de reprises de chansons d'Alain Bashung intitulé Tels Alain Bashung en interprétant J'passe pour une caravane. Il produit également cette année-là le troisième album du groupe rock français Déportivo, Ivres et débutants, les ouvrant à un son plus pop et mélancolique. Il retrouve Louise Attaque pour une compilation comprenant un nouveau titre inédit, et quelques apparitions en télévision.
En juillet 2013, aux Francofolies de La Rochelle, il présente le spectacle Re-Play Blessures dans lequel il réinterprète l'album Play blessures d'Alain Bashung, écrit avec Serge Gainsbourg.

Son deuxième album Orpailleur sort le 30 septembre 2013. Un premier single intitulé Éolienne sort pendant l'été. Le second single est La simplicité.
De septembre 2016 à juin 2017 il présente Clap Hands sur RTL2 le vendredi de 19 à 20 heures où il interviewe des artistes. Le quatrième album studio de Louise Attaque paraît en 2016. Le 14 avril 2017 parait Accidentally Yours, premier album du groupe Lady Sir qu'il forme avec Rachida Brakni.
De septembre 2017 à janvier 2018, il présente la chronique Dis-moi encore sur RTL2 tous les jours dans l'émission Le Double Expresso RTL2 où il raconte l'histoire d'une chanson.

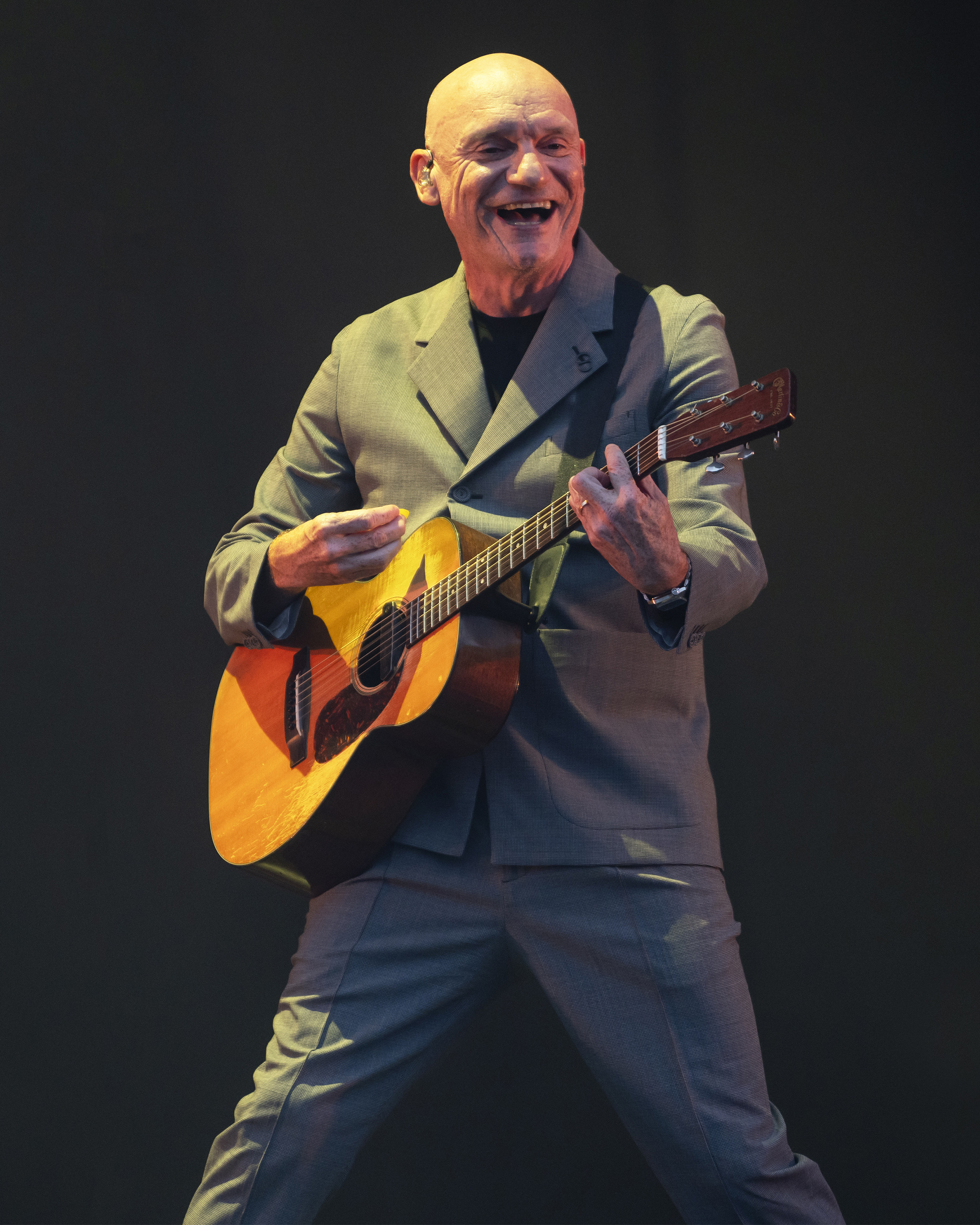
Festival de La Nuit de l'Erdre, 2023.

Le 8 juin 2018, il sort le single Hope, extrait de son troisième album solo Trafic disponible le 28 septembre 2018. L'album est enregistré entre Los Angeles et Paris. Lors d'un atelier d'écriture, Gaëtan Roussel rencontre et travaille avec le guitariste suédois Jonas Myrin (en) et le guitariste australien Justin Stanley (en) (Eric Clapton, Sheryl Crow) puis à Paris avec le DJ Dimmi et Antoine Gaillet (Miossec, Julien Doré). Contrairement à l'album précédent, le chanteur souhaitait « une ligne claire, des mélodies et des sujets un peu plus définis »,. Il contient la chanson Tu me manques (pourtant tu es là) en duo avec Vanessa Paradis.

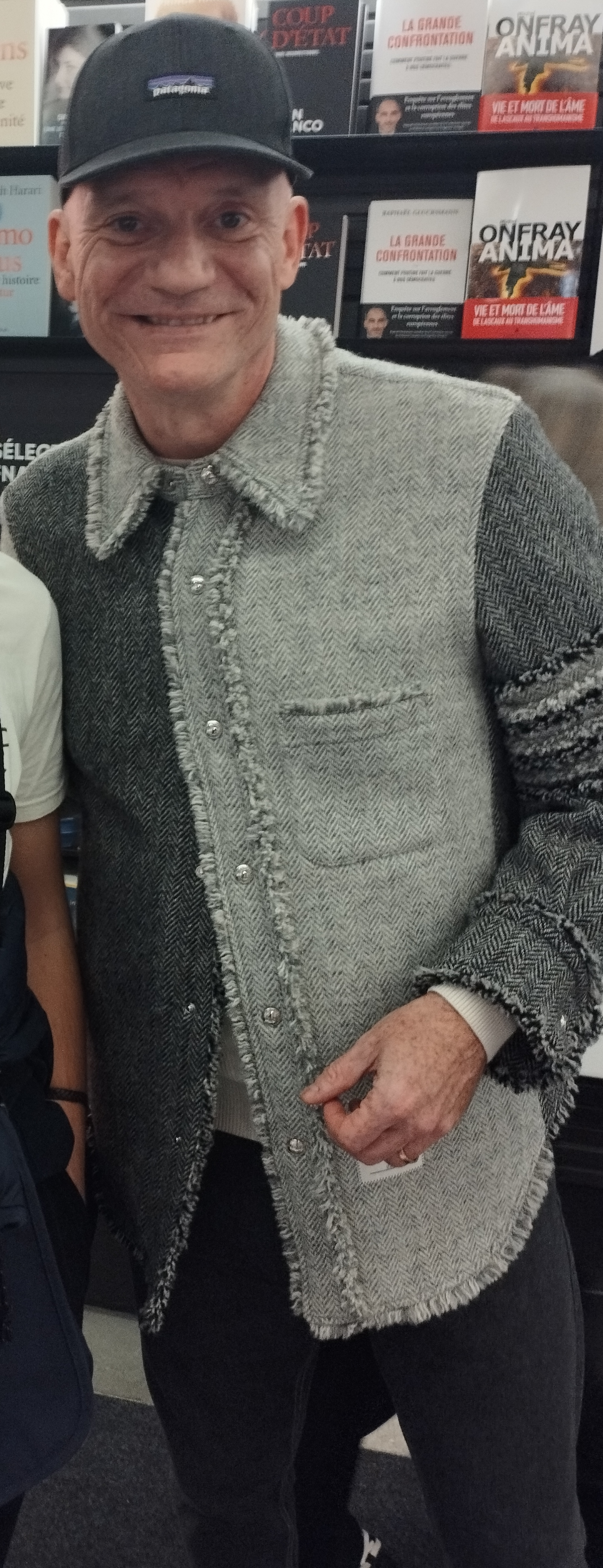
Gaëtan Roussel à la Fnac Saint-Lazare en 2023.

Le 1er septembre 2019, Gaëtan Roussel revient sur RTL2 pour reprendre son émission Clap Hands absente de la grille depuis deux ans.
Le 6 novembre 2020, sort le single Tu ne savais pas, extrait de son quatrième album solo, entièrement acoustique. Il est sorti le 19 mars 2021 sous le titre Est-ce que tu sais ?. Le 29 mars, il donne un concert en solo à La Machine du Moulin Rouge.
Dans le clip Je me jette à ton cou, chanson extraite de son nouvel album, Gaëtan Roussel partage l'affiche avec Daniel Auteuil avec lequel il projette de réaliser un spectacle musical. En 2021, il participe avec Daniel Auteuil, qui se lance dans la chanson, à l'album Si vous m'aviez connu, paru en septembre 2021, dont il assure les arrangements. Cet album sera suivi en 2022 par une tournée musicale en France qui permet à Daniel Auteuil d'interpréter sur scène ces chansons dans son spectacle Déjeuner en l'air.
Il collabore de nouveau avec Auteuil pour son deuxième album, Si tu as peur, n'aie pas peur de l'amour, paru en avril 2023. Il est également acteur dans son film Le Fil, sorti en 2024.

### Vie privée
Gaëtan Roussel s'est marié avec Lucie, rencontrée au lycée, avec qui il a eu deux enfants. Ils sont désormais séparés. Il est actuellement en couple avec Clarisse Fieurgant.

## Engagement
Depuis 2019 il est parrain du Festival ODP Talence, au profit des orphelins des sapeurs-pompiers de France.

## Discographie

### Louise Attaque
- 1997 : Louise Attaque
- 2000 : Comme on a dit
- 2005 : À plus tard crocodile
- 2016 : Anomalie
- 2022 : Planète Terre

### Lady Sir(avecRachida Brakni)
- 2017 : Accidentally Yours.

### Participations
- 2008 : Bleu pétrole d'Alain Bashung : producteur ;
- 2011 : Tels Alain Bashung, reprise de J'passe pour une caravane sur un album hommage à Alain Bashung ;
- 2011 : Bonjour de Rachid Taha, duo sur le titre Bonjour ;
- 2011 : Ivres et Débutants de Déportivo : producteur ;
- 2011 : Des hauts, des bas en duo avec Florent Marchet sur une reprise de Stephan Eicher ;
- 2015 : Joyeux anniversaire M'Sieur Dutronc, reprise de Le Responsable sur un CD hommage à Jacques Dutronc ;
- 2015 : Halfway to Paradise de Lewis Evans. Duo sur Lorraine ;
- 2015 : Ça c'est vraiment nous, reprise de La Bombe humaine sur un album hommage à Téléphone ;
- 2017 :  Trois pommes, duo avec Aldebert sur l'album Enfantillages 3 ;
- 2017 : Je te promets, reprise sur l'album hommage On a tous quelque chose de Johnny ;
- 2017 : Contrôle qualité, sur l'album Le soldat rose à la fabrique de jouets ;
- 2018 : S'asseoir par terre, reprise sur l'album hommage Souchon dans l'air vol. 2 ;
- 2019 : Je vous trouve un charme fou, avec Hoshi ;
- 2020 : Viens chez moi..., reprise de Renaud sur la réédition The Totale of la Bande à Renaud.
- 2020 : Désespérément optimiste, album de Mister Mat, composition et production de trois titres
- 2021 : Qui a tué Davy Moore ? sur l'album Sous un soleil énorme de Bernard Lavilliers, avec Bernard Lavilliers, Izïa Higelin, Éric Cantona et Hervé
- 2021 : Si vous m'aviez connu, album de Daniel Auteuil, composition et arrangement de deux titres
- 2023 : Poussière au vent / Dust int he wind en duo avec Salvatore Adamo sur l'album In French, Please
- 2023 : Si tu as peur, n'aie pas peur de l'amour, album de Daniel Auteuil, composition et arrangement de deux titres, et participation vocale au titre Les Mêmes larmes
- 2023 : Les Courants d'air sur l'album Adjani, bande originale avec Isabelle Adjani, composé avec Pascal Obispo et Cécile DeLaurentis

## Filmographie

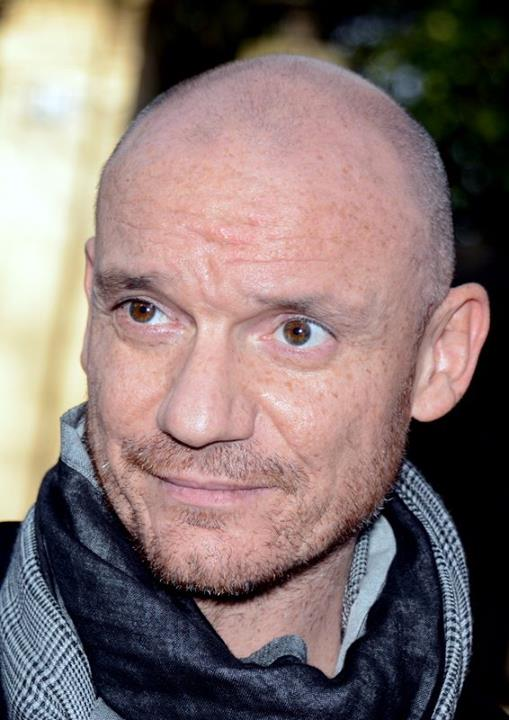
Gaëtan Roussel en 2013.

### En tant que compositeur
- 2008 : Louise-Michel de Benoît Delépine et Gustave Kervern
- 2010 : Mammuth de Benoît Delépine et Gustave Kervern
- 2010 : Je pourrais être votre grand-mère (court métrage) de Bernard Tanguy
- 2012 : Camille redouble de Noémie Lvovsky
- 2012 : Deuil sous influence (court métrage) de Xavier Hervo[25]
- 2016 : De sas en sas de Rachida Brakni
- 2019 : BO de Roxane de Mélanie Auffret[26]
- 2020 : Les Parfums de Grégory Magne

### En tant qu'acteur
- 2011 : Ernest (45) (court-métrage de La collection donne de la voi(e)x) de Céline Savoldelli[27].
- 2022 : Menace sur Kermadec, de Bruno Garcia : le Boss de la Brb
- 2024 : Le Fil de Daniel Auteuil : Roger Marton

## Émission
- depuis le 9 avril 2021 : présentateur de l'émission Abers Road - Le road trip musical breton, émission musicale de France 3 Bretagne et de France Bleu Breizh Izel[28].

## Publication
- Dire au revoir, recueil de nouvelles, Flammarion, 2017[29].

## Distinctions

### Récompense
- Victoires de la musique 2011 : Il reçoit 3 trophées pour son album solo " Ginger ": Victoire de l'artiste interprète masculin de l'année, Victoire du meilleur album de l'année et Victoire de l'album rock de l'année[30].

### Nomination
- César Film Awards 2013 : Il obtient une nomination au César de la meilleure musique originale pour le film Camille redouble[31]

### Décorations
- Officier de l'ordre des Arts et des Lettres Il est promu au grade d’officier le 13 septembre 2016[32].